# Montfoort

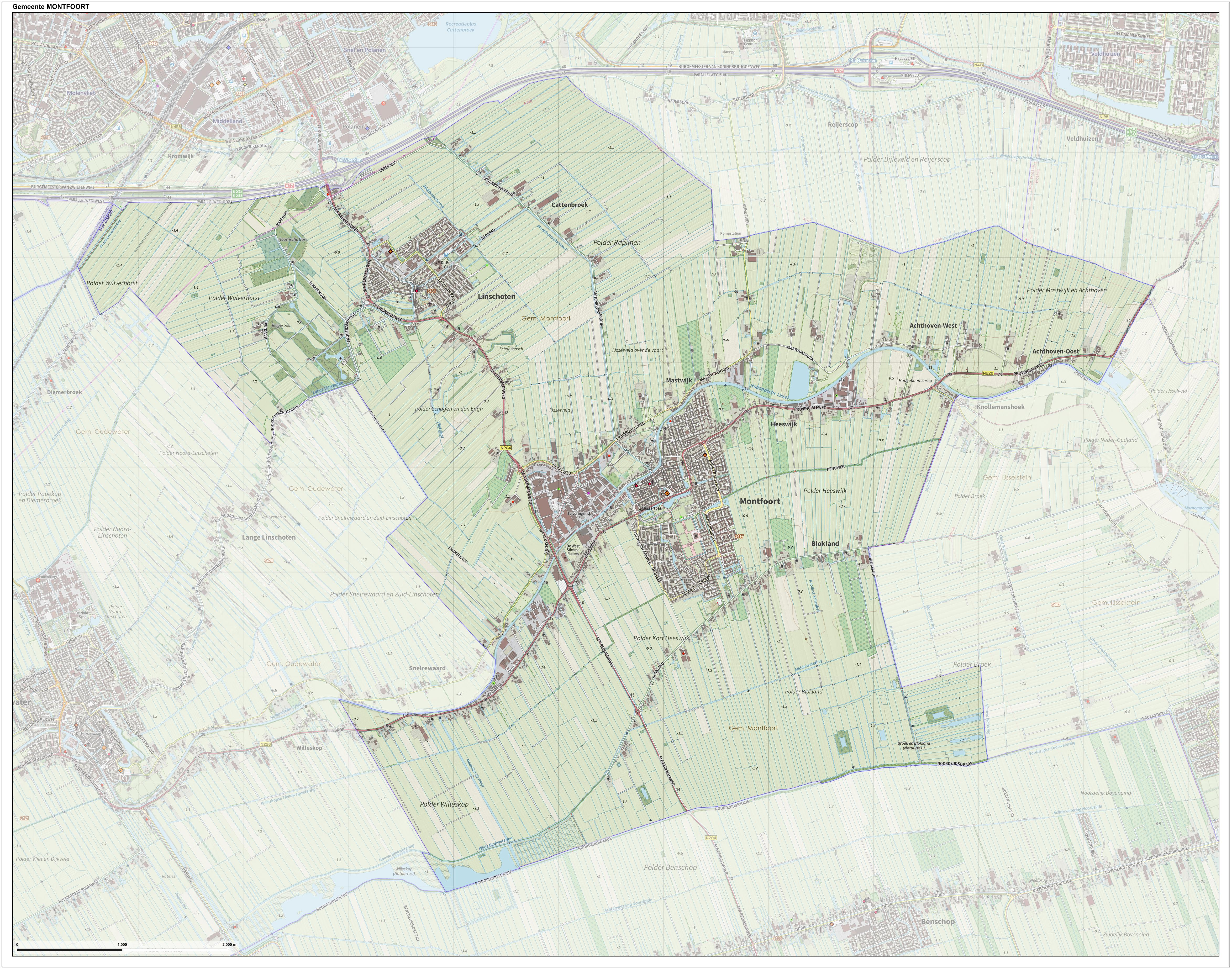
Topografische gemeentekaart van Montfoort

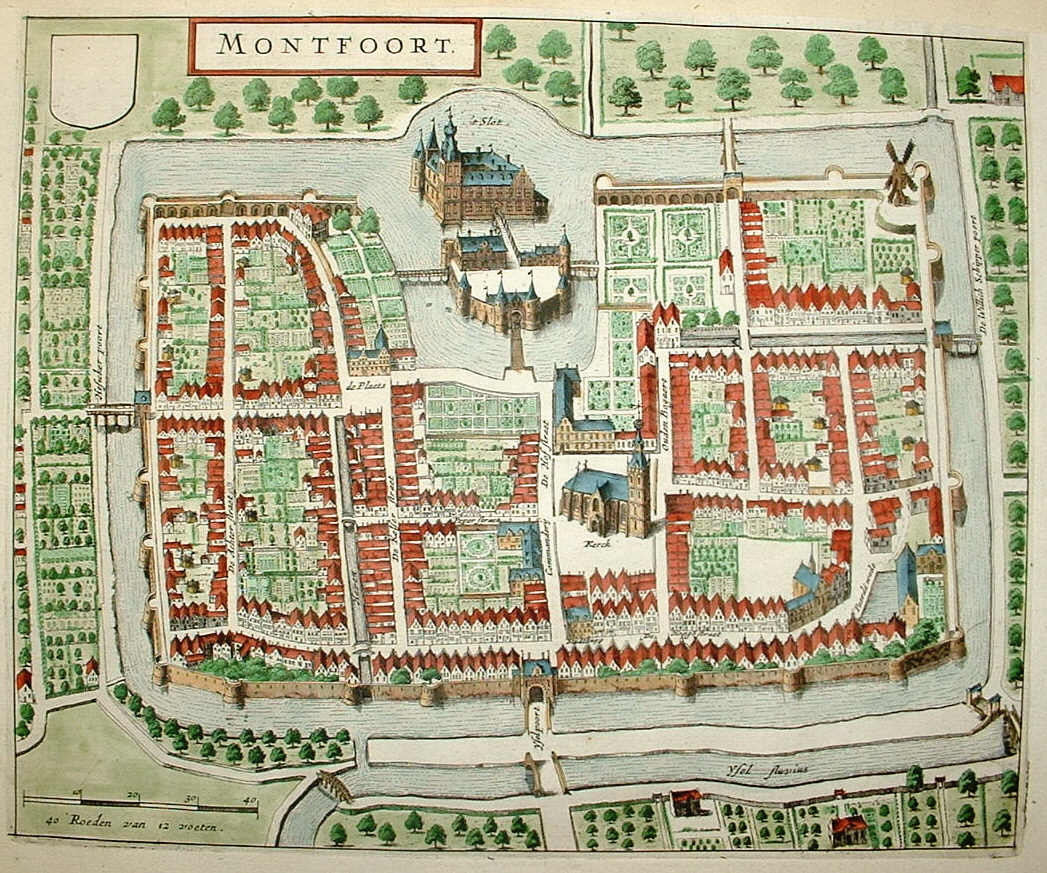
Stadsplattegrond uit circa 1649 van de hand van Joan Blaeu

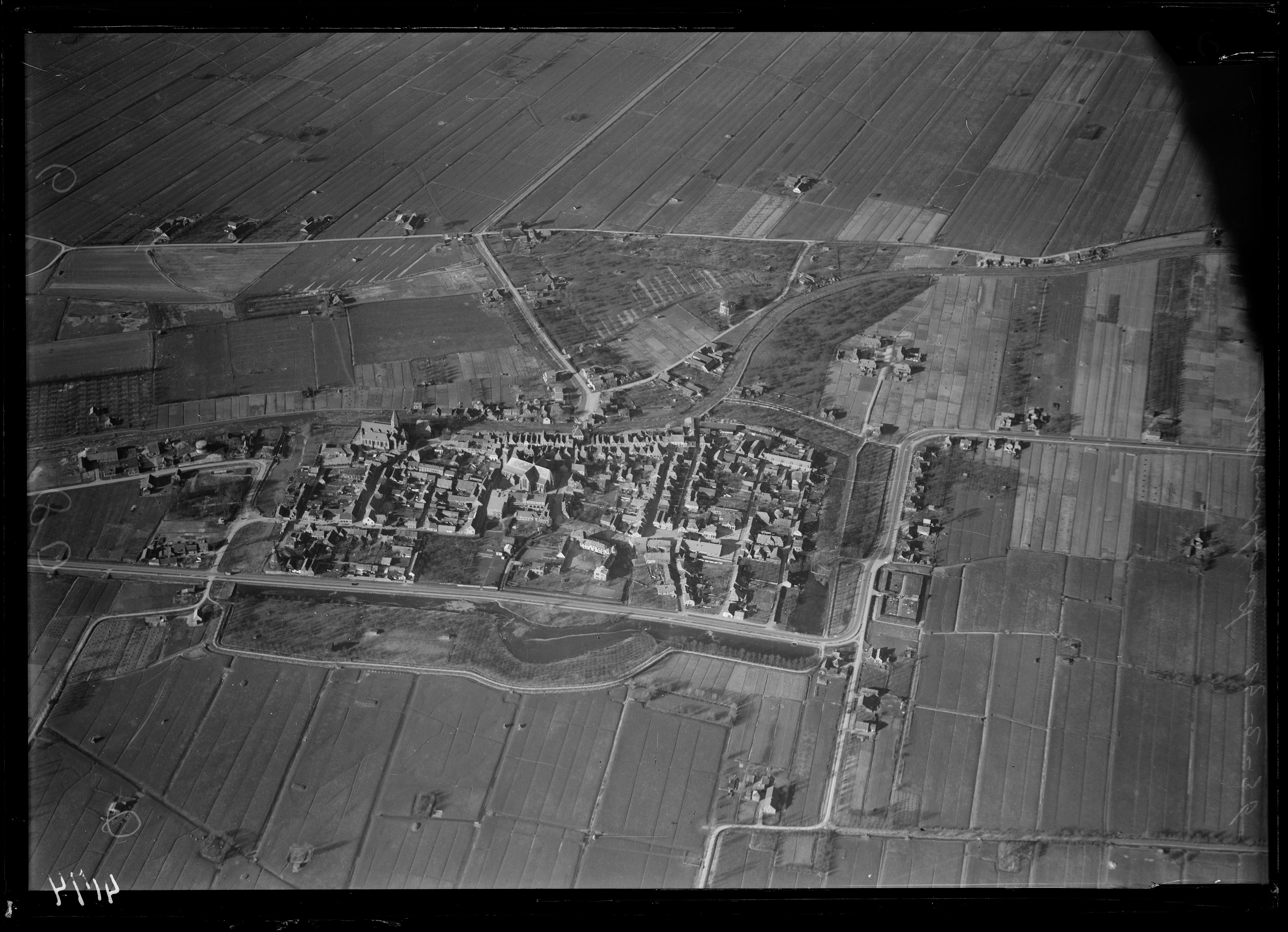
Luchtfoto van Montfoort in de periode 1920-1940.

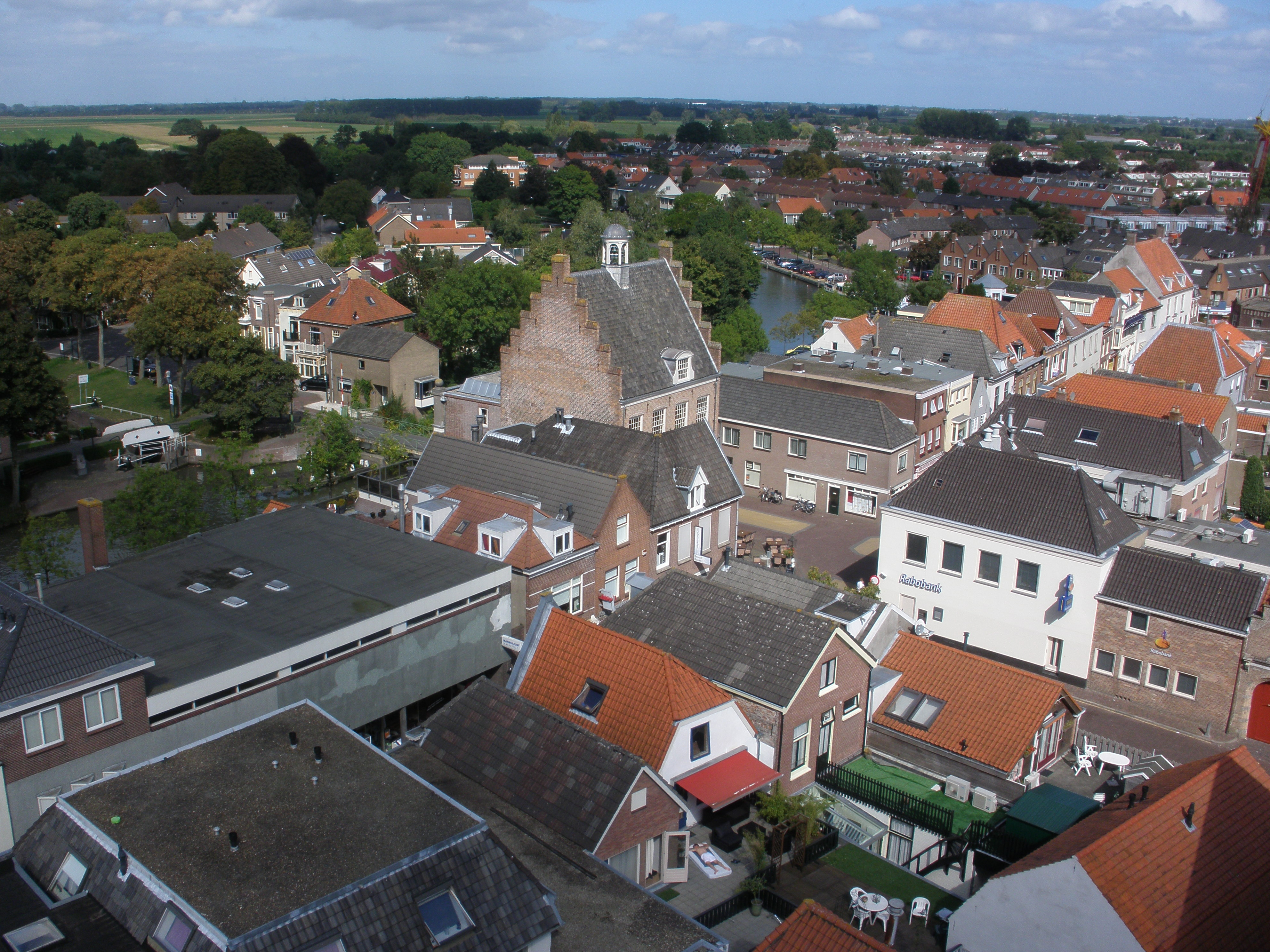
Montfoort vanaf de toren van de Grote of Sint-Janskerk

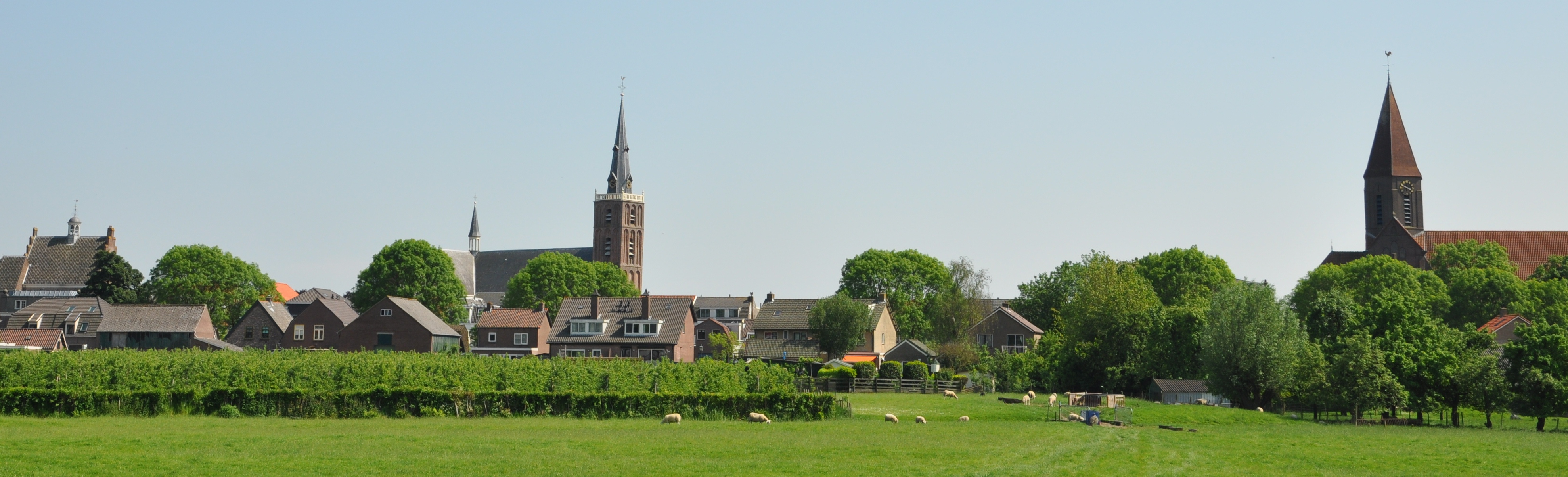
Montfoort vanaf de Doeldijk

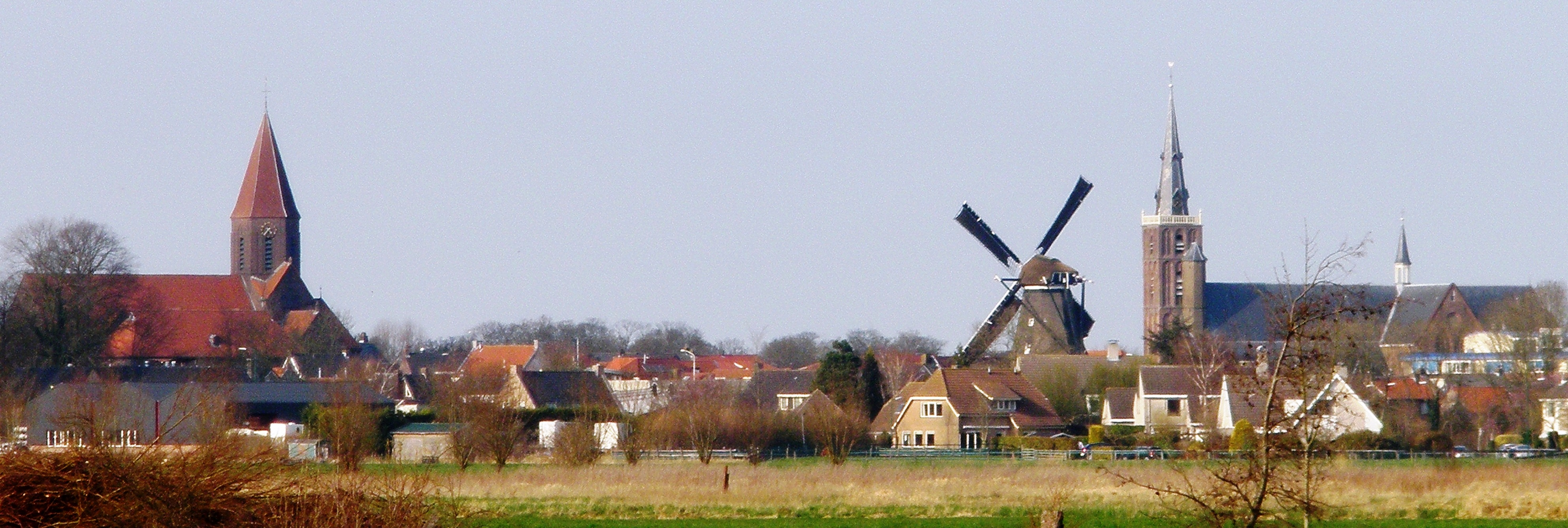
Montfoort vanaf de N204 richting Benschop

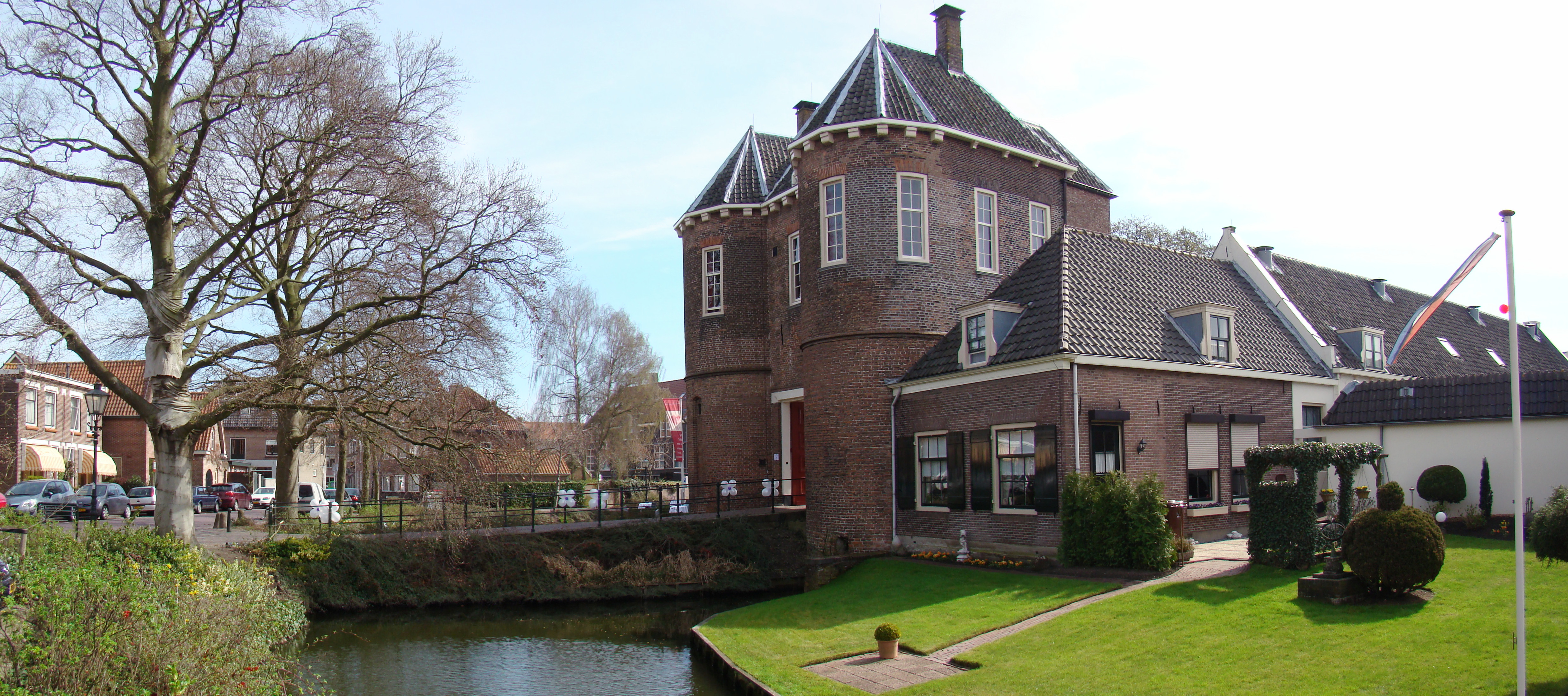
Kasteel Montfoort

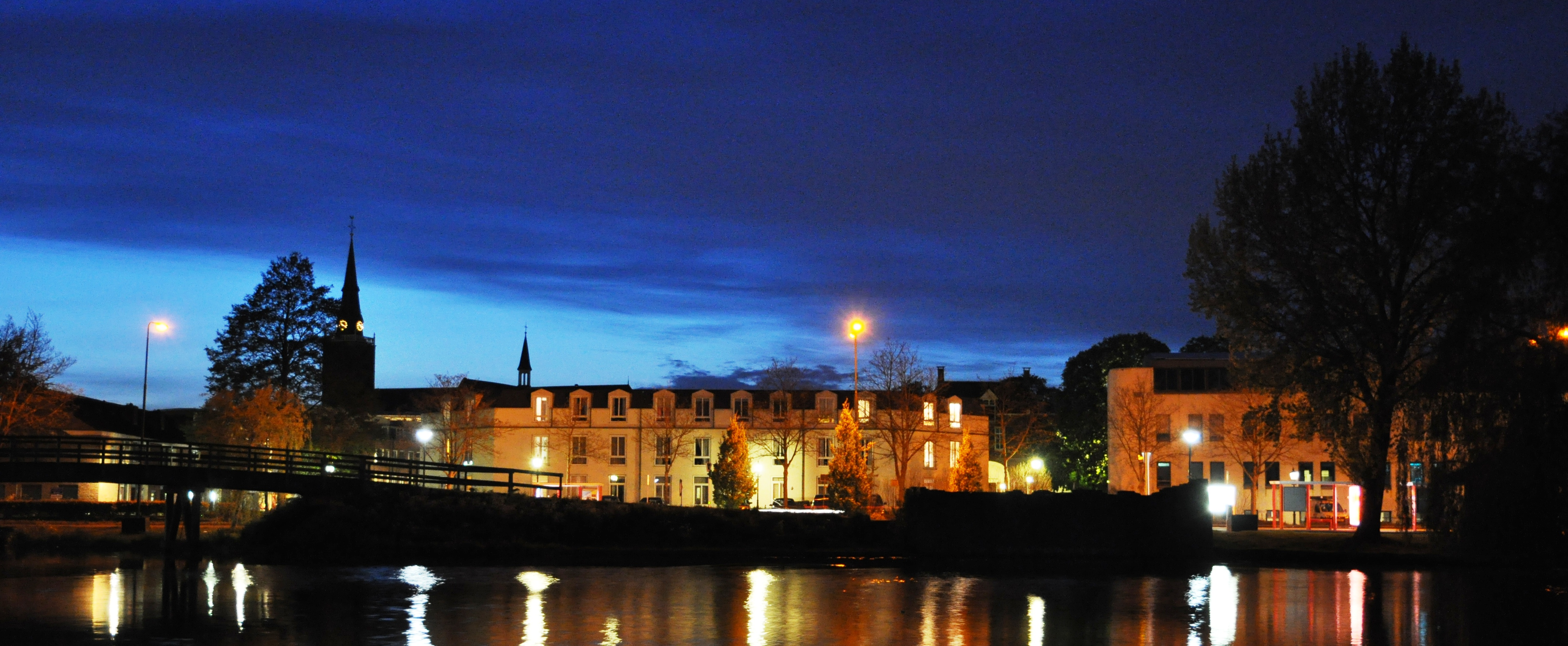
Montfoort bij nacht

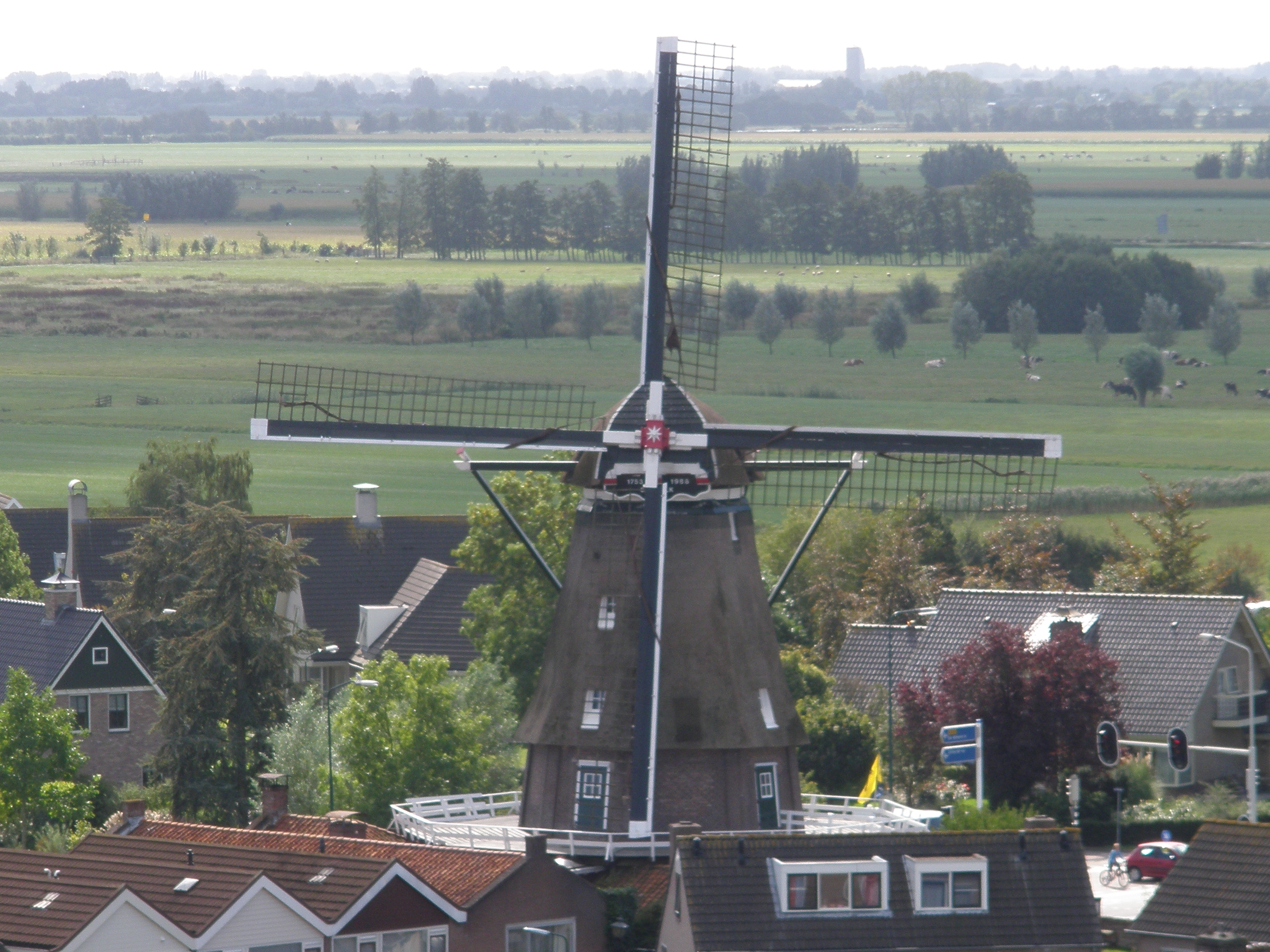
Molen De Valk

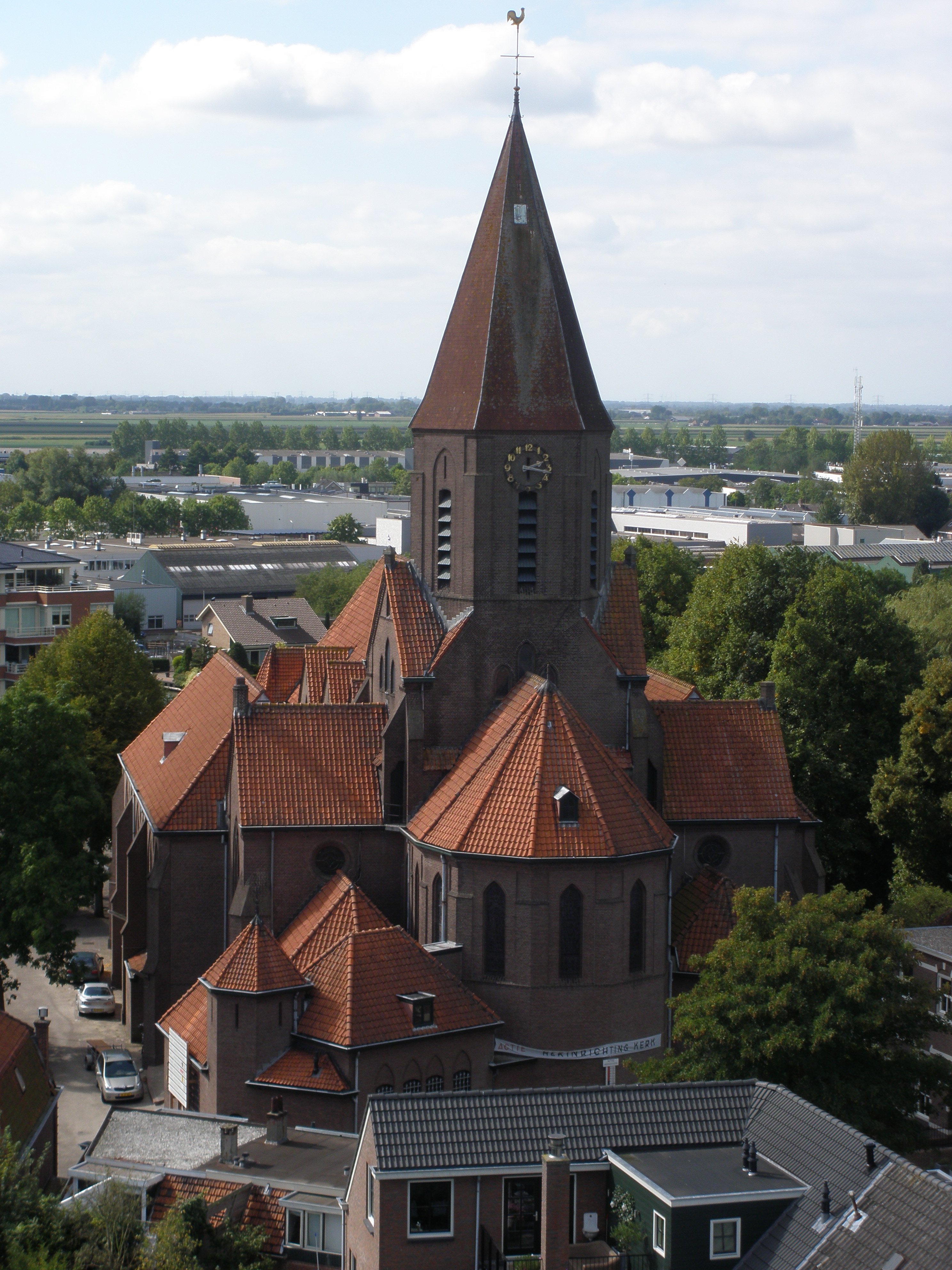
Geboorte van de Heilige Johannes de Doper

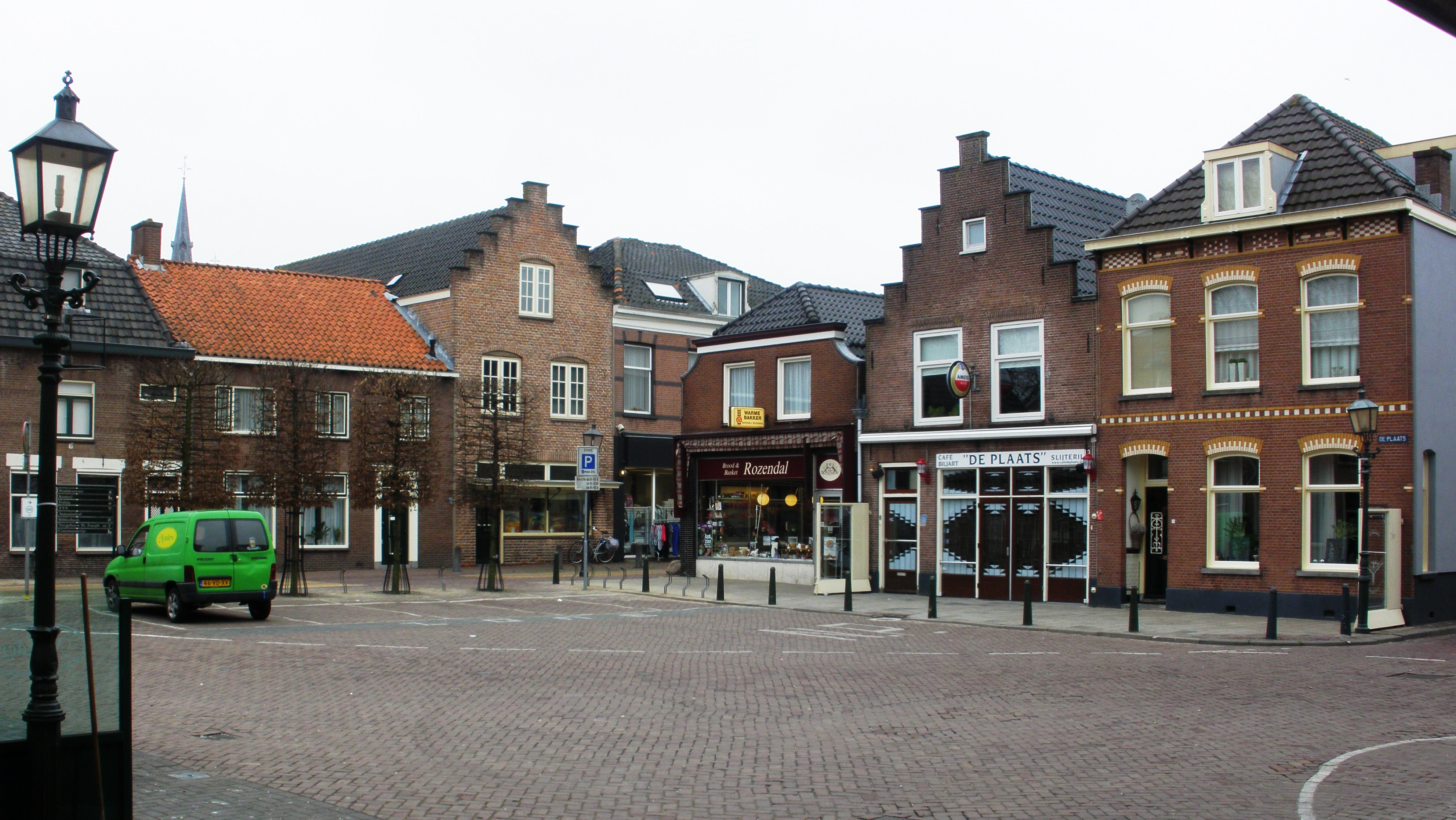
De Plaats

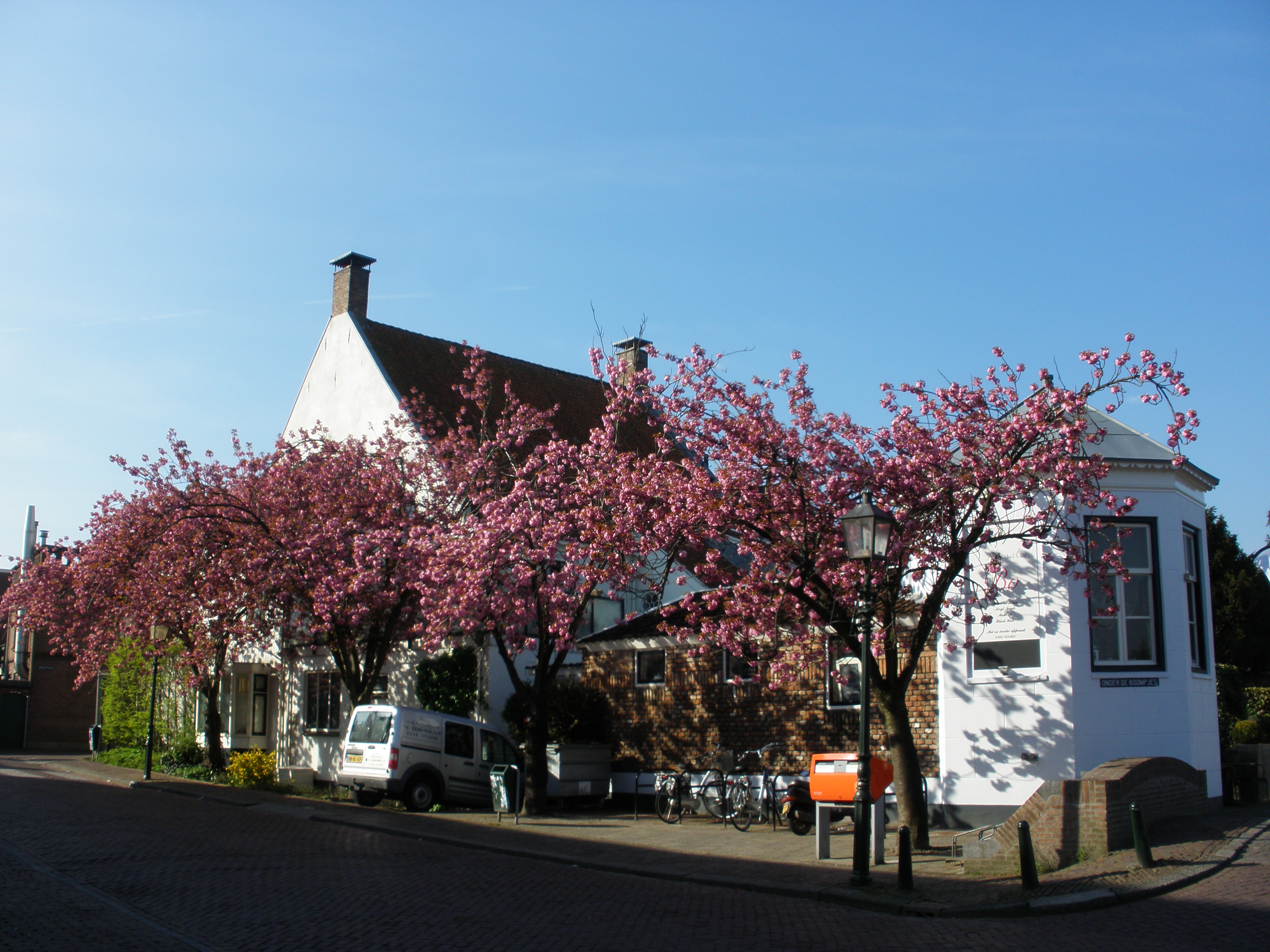
Onder De Boompjes

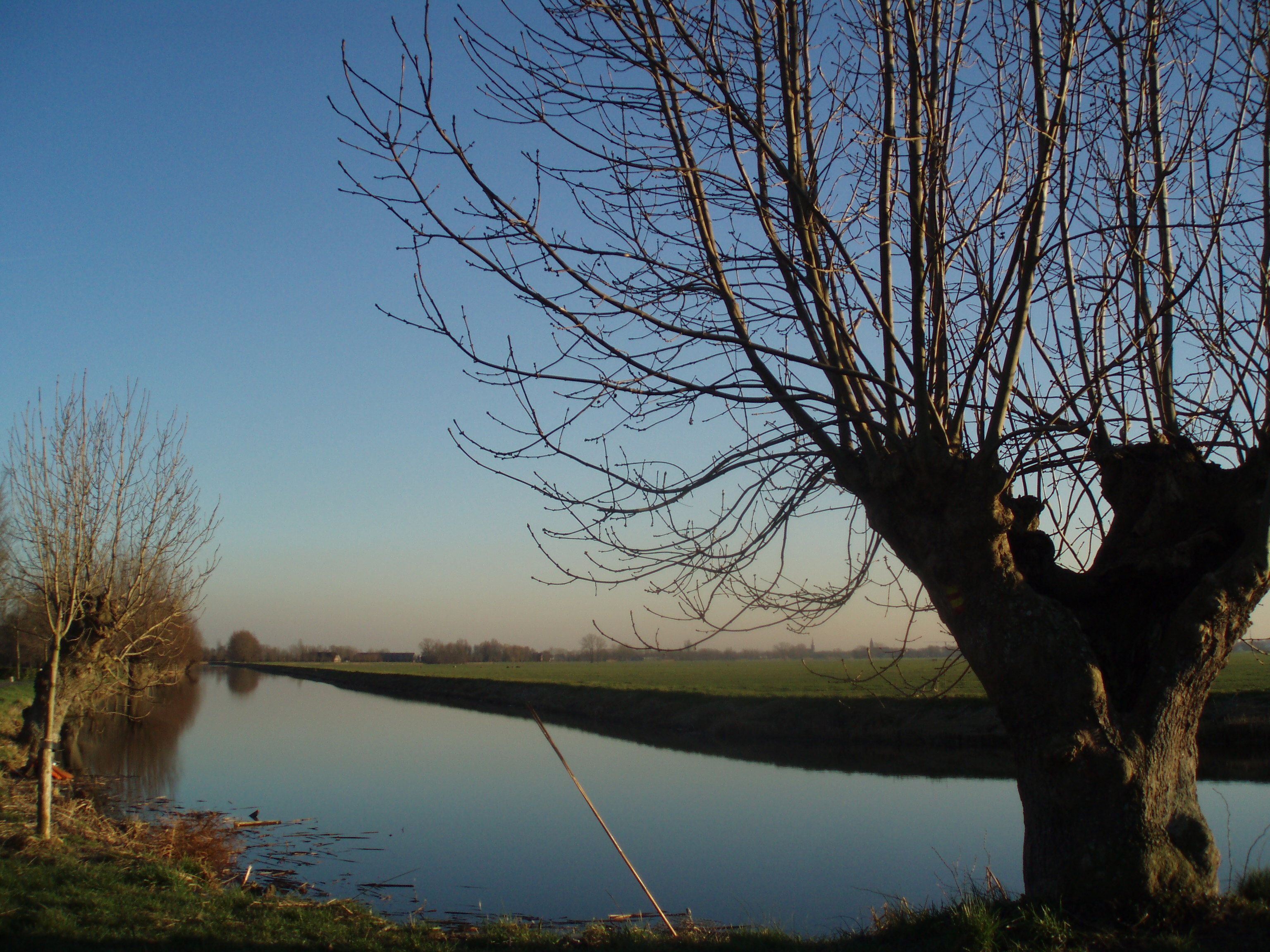
Montfoortse Vaart

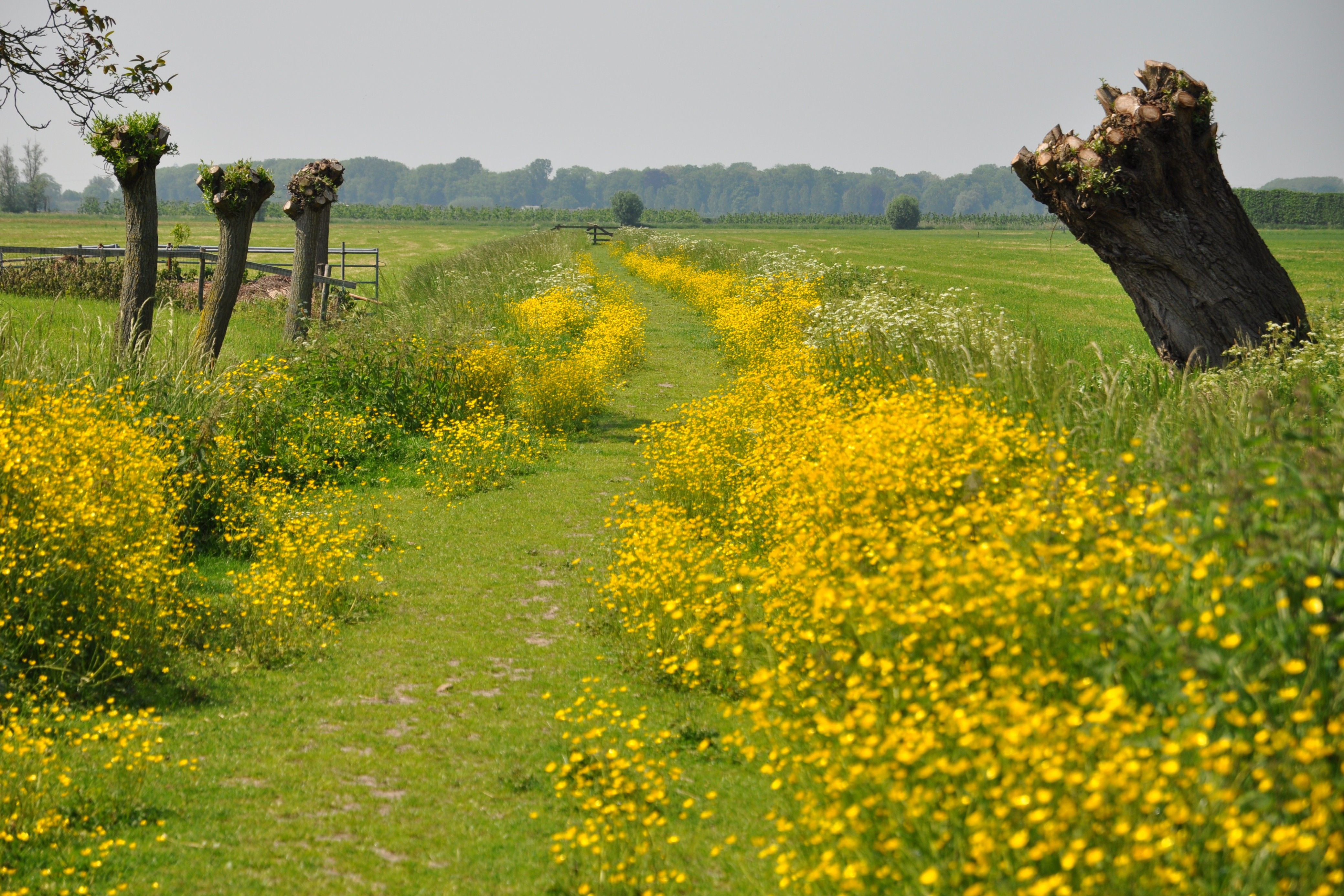
Polderlandschap buiten de stadskern

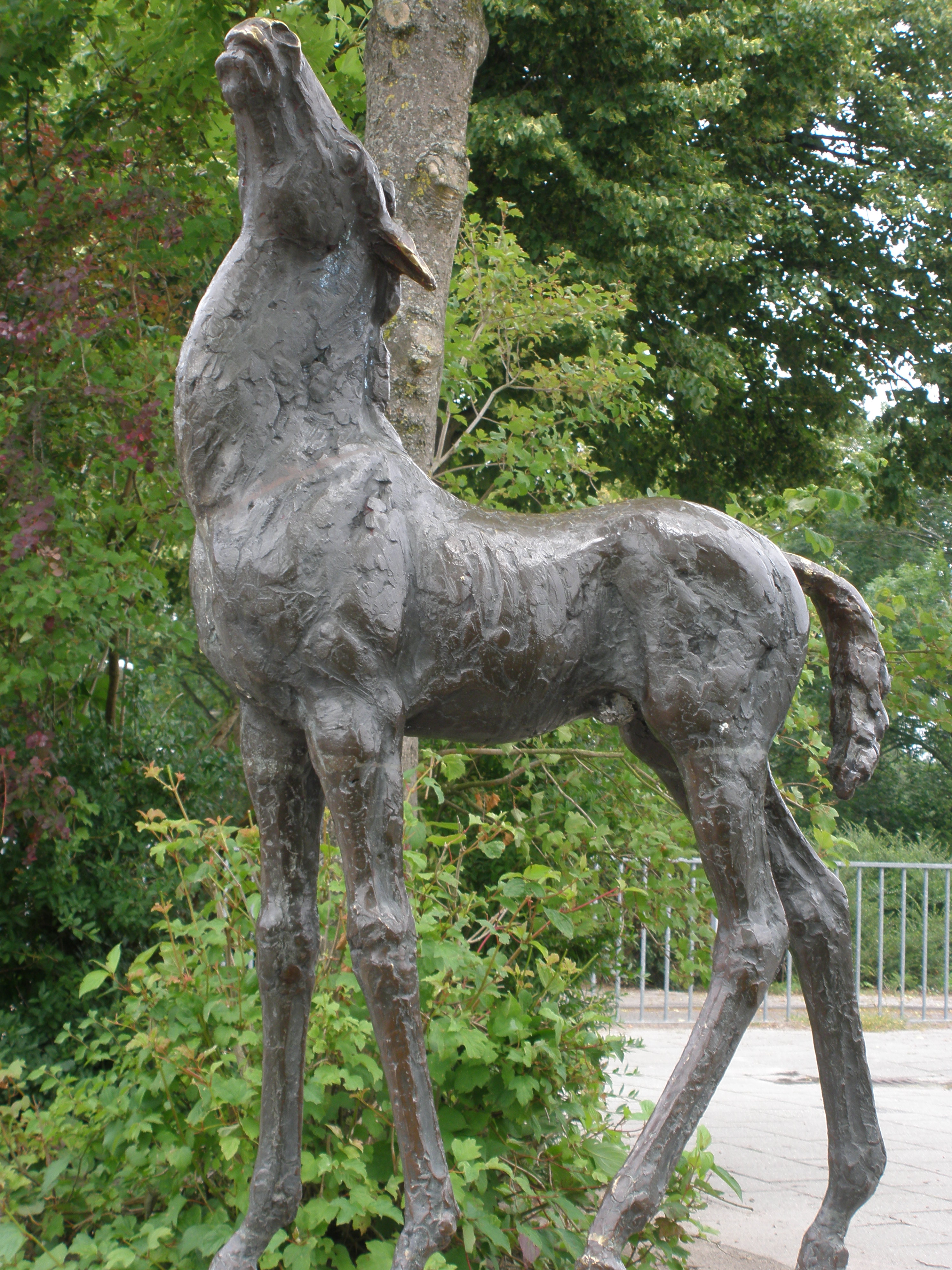
Paardje
Gabriël Sterk
1977

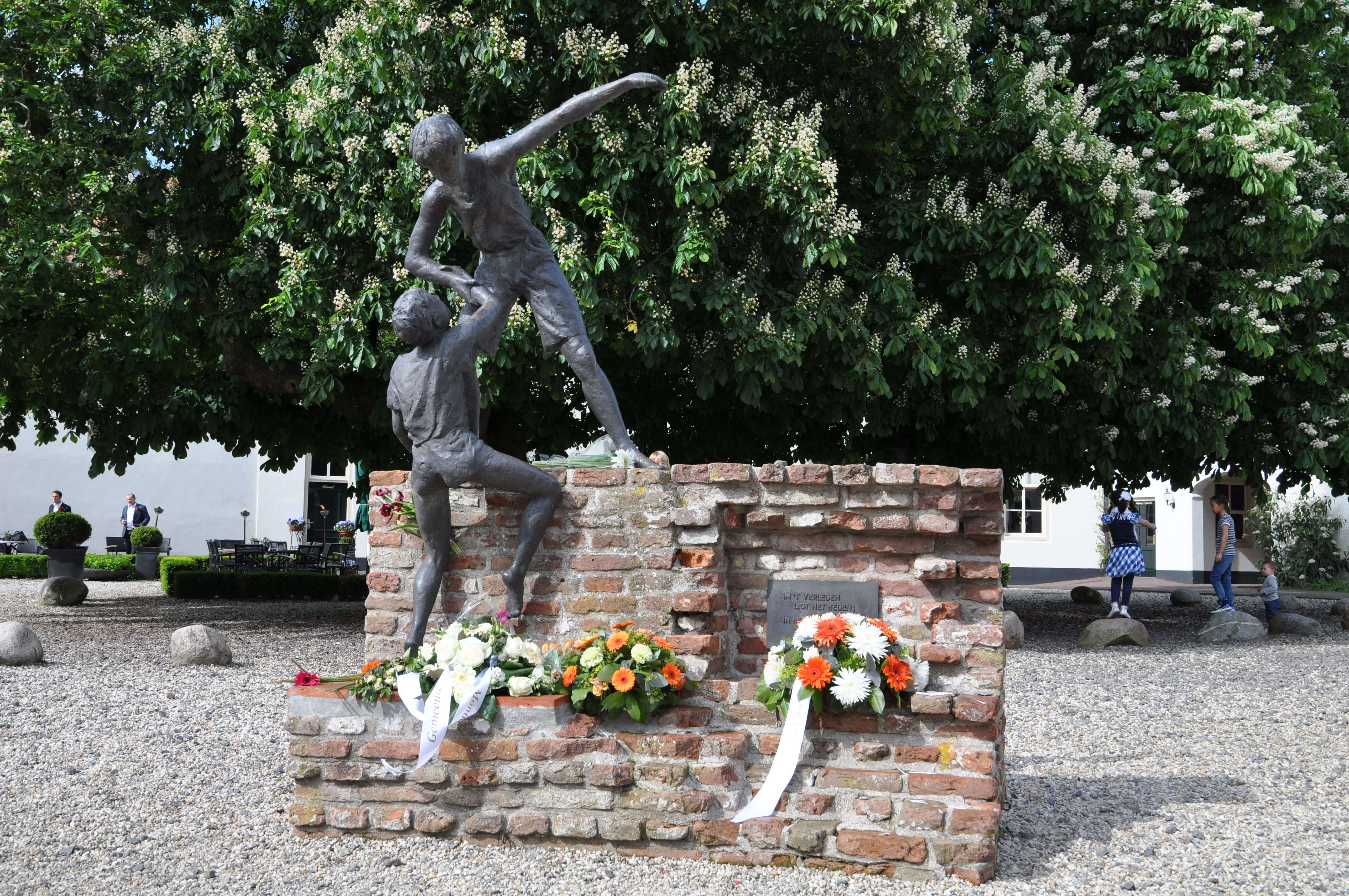
De handreiking (Vredesmonument)

Montfoort (uitspraakⓘ) is een stad en gemeente in het westen van de Nederlandse provincie Utrecht. De gemeente telt 13.868 inwoners (22 november 2024, bron: CBS) en heeft een oppervlakte van 38,25 km². Montfoort wordt omringd door de gemeenten Utrecht, Woerden, Bodegraven-Reeuwijk, Oudewater, Lopik en IJsselstein. Naast de stad behoren tot de gemeente Montfoort enkele andere plaatsen waaronder Linschoten en Willeskop, beide tot 1989 zelfstandige gemeenten.

## Geschiedenis

### Ontstaan
Omstreeks het jaar 1170 liet bisschop Godfried van Rhenen op een strategisch punt langs de Hollandse IJssel een kasteel bouwen. Deze burcht moest het Sticht, het gebied van de bisschop van Utrecht, beschermen tegen de aanvallen van de Hollandse graven. Bovendien kon de bisschop hiervandaan het soms nogal roerige Utrecht onder de duim houden. De naam van het kasteel Montfoort is waarschijnlijk afgeleid van “Mons Fortis”, dat sterke berg of burcht betekent. Als commandant van het kasteel werd een dienstman uit de ridderstand benoemd. Deze kreeg de titel van burggraaf van Montfoort, alsmede enige in de omgeving gelegen goederen. De burggraven ontpopten zich als machtige heren, die een belangrijk stempel drukten op de historie van de streek.

### Groei
Rond het kasteel ontstond een nederzetting, die in 1329 stadsrechten kreeg. De stad Montfoort werd ommuurd en er werd een gracht aangelegd. In de stadsmuur van Montfoort bevonden zich 26 verdedigingstorens en een bolwerk waarop de molen stond. De stad was toegankelijk via de Heeswijkerpoort, de Willeskopperpoort, de IJsselpoort en de Waterpoort.
De huidige stellingkorenmolen “De Valk” werd in 1753 gebouwd op de plek waar al sinds de middeleeuwen een molen staat. De voorganger was door de burggraaf opgericht als dwangmolen. Dit betekent dat de inwoners van Montfoort en de omliggende buurtschappen, waaronder Heeswijk, Achthoven, Mastwijk, Cattenbroek, Blokland en Willeskop, verplicht waren hier hun graan te laten malen. Van de oude verdedigingswerken van het stadje resten alleen de IJsselpoort en enkele losse gedeelten van de stadsmuur. In 1302 werd de Grote of Sint-Janskerk gebouwd in opdracht van Hendrik III van Montfoort die hiermee het patronaatsrecht verwierf.

### Macht van de Heren van Montfoort
De burggraven van Montfoort kwamen in hun honger naar meer macht diverse malen in conflict met hun landsheer, de bisschop van Utrecht. Zo eisten zij de zogenaamde hoge jurisdictie op, waarmee zij de bisschop letterlijk tegen zich in het harnas joegen. De bisschop en de stad Utrecht belegerden het stadje Montfoort in 1387 en de burggraaf moest uiteindelijk capituleren. Het is een voorbeeld van de strijd die de burggraven van Montfoort niet uit de weg gingen om keer op keer te streven naar een machtige en onafhankelijke positie. Dat er met Montfoort niet te spotten viel bleek wel in het jaar 1448, waarin Montfoort de noordelijker gelegen stad Woerden veroverde.

### Reformatie
In 1544 stichtte de Johannieterorde de Commanderij van Sint-Jan in Montfoort, waarvan de kapel en kloostergang nog tastbare herinneringen zijn. Enkele decennia later volgde de Reformatie. De Staten van Utrecht vaardigden in 1581 een verbod uit op de katholieke godsdienstoefeningen. De burggraven van Montfoort, vanaf 1583 niet meer afkomstig uit de familie De Rover maar uit het Zuid-Nederlandse geslacht De Merode, bleven echter de oude leer trouw. Door hun invloedrijke positie kreeg de Reformatie in Montfoort dan ook niet echt goede voet aan de grond, al ging ook hier de kerk over in handen van de protestanten. In Het Utrechts Archief bevinden zich fraaie oude stadsplattegronden van onder meer Montfoort van de hand van Jacob van Deventer (1557-1573).

### Stadsbrand
In 1629 kreeg Montfoort te maken met een grote stadsbrand, waarbij de Grote of Sint-Janskerk in de as werd gelegd. De herbouw van de huidige hervormde kerk werd in 1634 afgerond en kon mede worden bekostigd uit de verkoop van landerijen van de kerk.

### Einde van de macht van de Heren van Montfoort
In 1648 noopten torenhoge schulden de burggraaf zijn rechten en bezittingen in Montfoort te verkopen. De rol van de burggraven van Montfoort was hiermee uitgespeeld. In het rampjaar 1672 werd de stad bezet door de Franse troepen. Stadhouder Willem III wist hen snel te verjagen, maar de vijand blies bij het vertrek nog wel even het middeleeuwse kasteel op. De voorburcht bleef behouden en wordt thans “het kasteel” genoemd. In dit complex was overigens lange tijd, tot 1968, een rijksgevangenis of tuchtschool voor meisjes gevestigd.

### Opkomst van de industrie: knopen en stenen

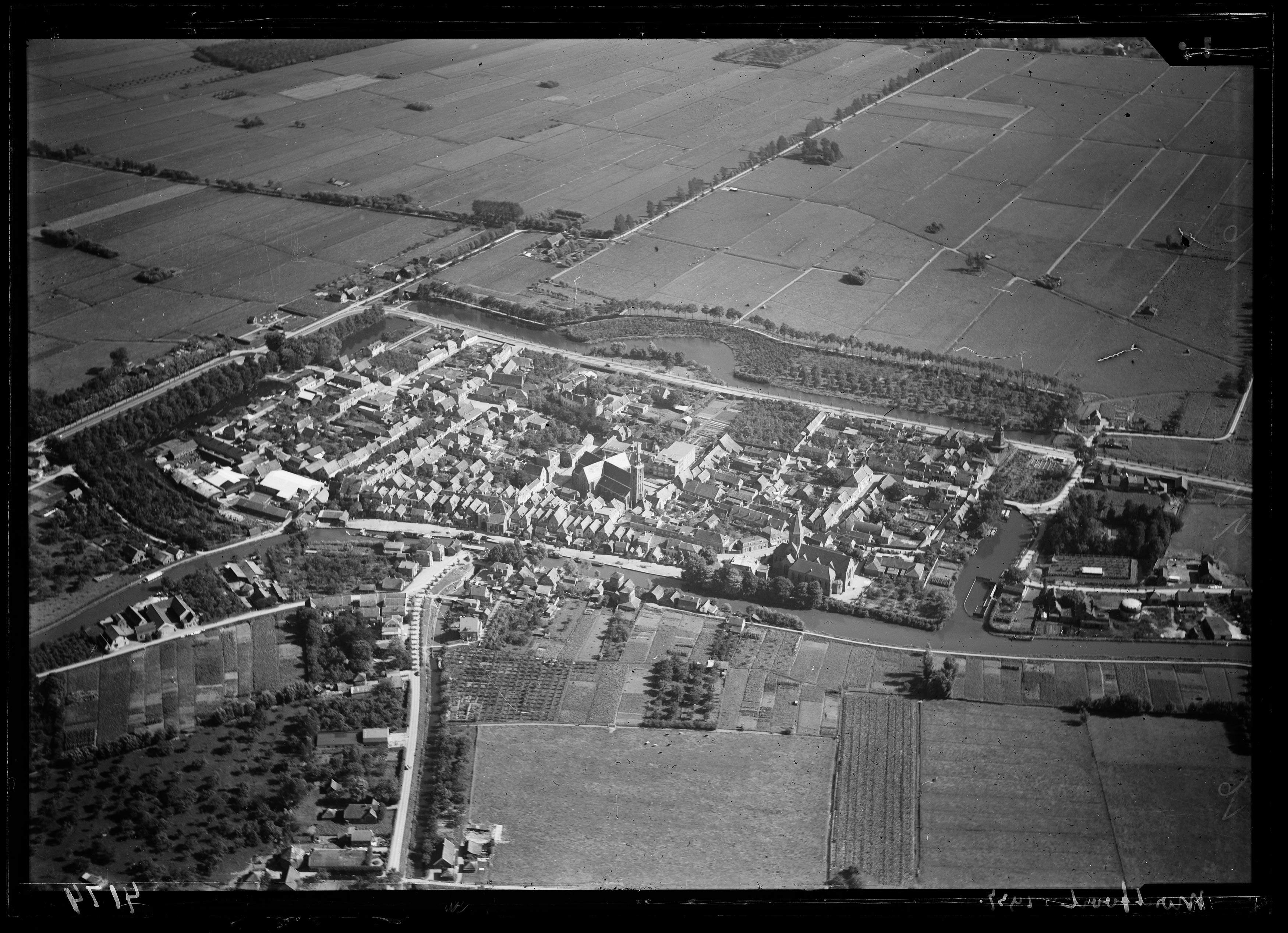
Luchtfoto van Montfoort in de periode 1920-1940.

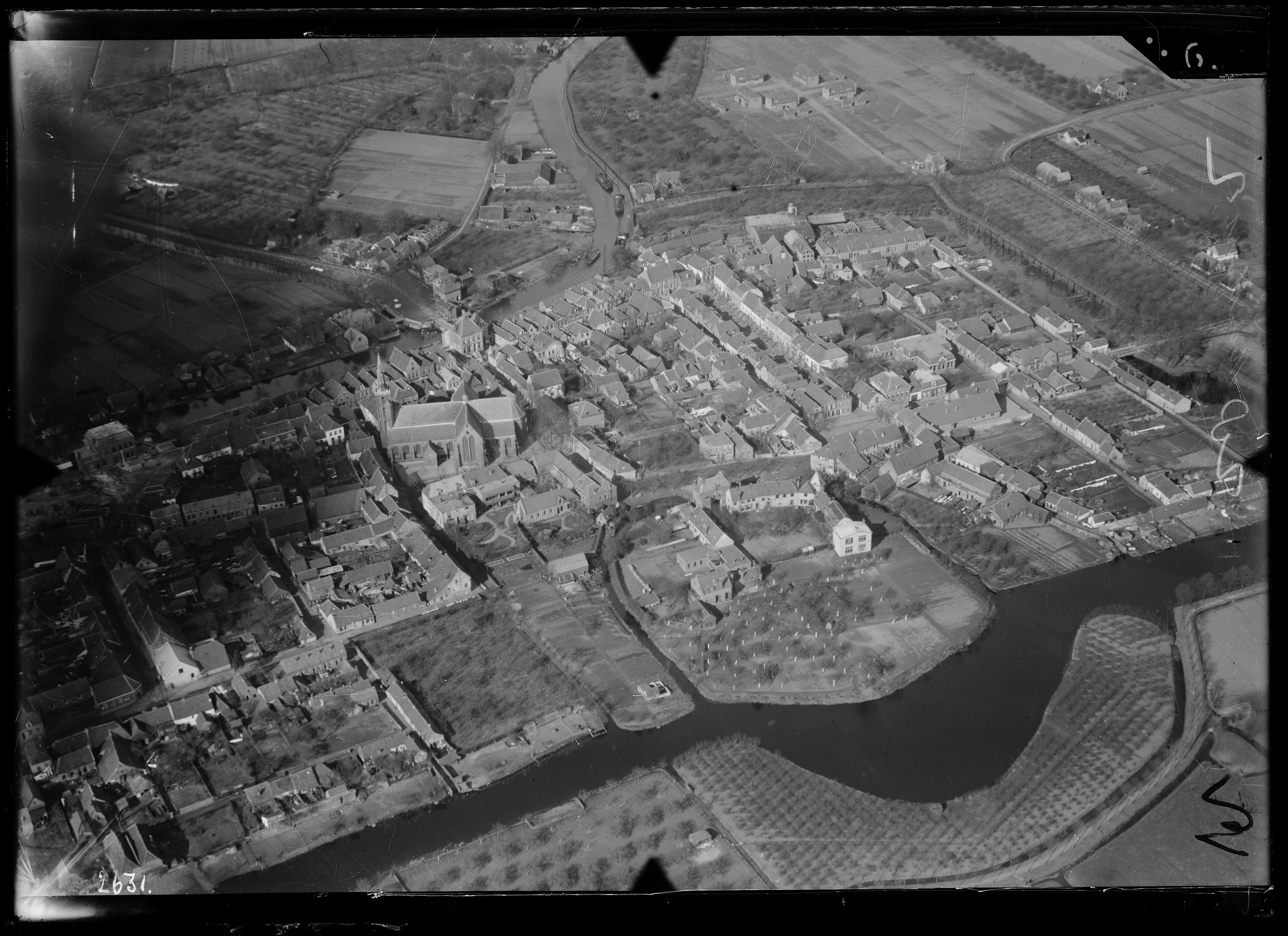
Luchtfoto van Montfoort in de periode 1920-1940.

De bedrijvigheid in het stadje was vanouds vooral gericht op de landbouw van het omringende platteland. Er waren diverse lijnbanen voor de touwnijverheid. Bekend was Montfoort ook van de fabricage van knopen, waar de inwoners de bijnaam “knopendraaiers” aan te danken hebben. Zo werkten er in 1749 vierendertig knopendraaiersknechten en in 1760 wordt gesproken over een fabryk van beene knoopjes die alomme begeert zijn. In de loop van de 19e eeuw werd de steenbakkerij belangrijk, waarvoor in de nabije omgeving van het stadje enkele steenfabrieken zijn opgericht, die later verdwenen zijn.

### Archeologie
In januari 2008 werd er archeologisch onderzoek gedaan aan de Schoolstraat. Hierbij werden resten van bewoning uit de veertiende tot zeventiende eeuw ontdekt. Ook bleek hieruit dat de binnenstad in die tijd een redelijk open karakter had met erven, sloten, mest- en afvalkuilen.

## Geografie

### Kernen
- Achthoven-West
- Achthoven-Oost
- Blokland
- Cattenbroek
- Knollemanshoek
- Linschoten
- Mastwijk
- Willeskop

### Woonwijken
- Hofland

### Straten
| - Achterstraat - Anne Franklaan - Bergstraat - Blindeweg - Bovenkerkweg - De Plaats - Doeldijk - G van Damstraat - Hannie Schaftstraat - Havenstraat - Heeswijkerpoort - Heilig Levenstraat - Hofdijk |  | - Hofstraat - Hoogstraat - Julianalaan - Keizerstraat - Korte Kerkstraat - Lieve Vrouwegracht - Lindeboomsweg - Lodewijkstraat - Mannenhuisstraat - Mastwijkerdijk - Miep Giesstraat - Molenstraat - Om 't Hof |  | - Om 't Wedde - Onder de Boompjes - Oude Boomgaard - Peperstraat - Schoolstraat - Slotlaan - Vrouwenhuisstraat - Waardsedijk - Waterpoort - Willeskopperpoort - IJsselplein - IJsselkade - IJsselveld |

### Wateren
| Afbeelding | Naam               |
| ---------- | ------------------ |
|            | Hollandse IJssel   |
|            | Maalvliet De Pleyt |
|            | Voorgracht         |
|            | Wijde Blokwetering |
|            | Grote Gracht       |

### Aangrenzende gemeenten
| Aangrenzende gemeenten   | Aangrenzende gemeenten | Aangrenzende gemeenten | Aangrenzende gemeenten | Aangrenzende gemeenten |
| ------------------------ | ---------------------- | ---------------------- | ---------------------- | ---------------------- |
| Bodegraven-Reeuwijk (ZH) |                        | Woerden                |                        | Utrecht                |
|                          |                        |                        |                        |                        |
| Oudewater                | IJsselstein            |                        |                        |                        |
|                          |                        |                        |                        |                        |
|                          |                        | Lopik                  |                        |                        |

## Voorzieningen

### Zwembad
| Afbeelding | Voorziening | Adres                      |
| ---------- | ----------- | -------------------------- |
|            | Knopenbad   | Godfried van Rhenenlaan 55 |

### Kerken
| Afbeelding | Naam                                      | Adres            |
| ---------- | ----------------------------------------- | ---------------- |
|            | Geboorte van de Heilige Johannes de Doper | Hoogstraat 82    |
|            | Grote of Sint-Janskerk                    | Korte Kerkstraat |

### Begraafplaatsen

#### Plaats
| Afbeelding | Naam                                         | Adres          |
| ---------- | -------------------------------------------- | -------------- |
|            | Rooms-katholieke begraafplaats Montfoort     | Lodewijkstraat |
|            | Algemene Begraafplaats Montfoort             | Julianalaan    |
|            | Nieuwe Algemene Begraafplaats De Stuivenberg | Bovenkerkweg   |

Ook is er vroeger begraven in de Grote of Sint-Janskerk.

#### Gemeente
| Afbeelding | Naam                         | Plaats     | Adres          |
| ---------- | ---------------------------- | ---------- | -------------- |
|            | Begraafplaats Nieuwe Zandweg | Linschoten | Nieuwe Zandweg |

### Onderwijs
Montfoort kent momenteel zes onderwijsinstellingen, waarvan vijf basisscholen en één school voor het voortgezet onderwijs.

#### Basisonderwijs
| Afbeelding | Naam                          | Denominatie             |
| ---------- | ----------------------------- | ----------------------- |
|            | Graaf Jan van Montfoortschool | Protestants Christelijk |
|            | Heeswijkschool                | Rooms-Katholiek         |
|            | De Hobbitstee                 | Openbaar                |
|            | De Howiblo                    | Rooms-Katholiek         |
|            | Het Kompas                    | Reformatorisch          |

#### Voortgezet onderwijs
| Afbeelding | Naam    | Studierichtingen |
| ---------- | ------- | ---------------- |
|            | Yuverta | vmbo             |

### Sportverenigingen
| Afbeelding | Naam                       | Soort             |
| ---------- | -------------------------- | ----------------- |
|            | HC Montfoort               | Hockeyclub        |
|            | Montfoort Samen Verder '19 | Voetbalvereniging |

## Cultuur

### Monumenten
In de gemeente zijn er een aantal rijksmonumenten en oorlogsmonumenten, zie:
- Lijst van rijksmonumenten in Montfoort (plaats)
- Lijst van rijksmonumenten in Montfoort (gemeente)
- Lijst van gemeentelijke monumenten in Montfoort
- Lijst van oorlogsmonumenten in Montfoort

### Kunst in de openbare ruimte
In de gemeente zijn diverse beelden, sculpturen en objecten geplaatst in de openbare ruimte, zie:
- Lijst van beelden in Montfoort

## Politiek en bestuur

### Zetelverdeling gemeenteraad
De gemeenteraad van Montfoort bestaat uit 15 zetels. Hieronder staat de samenstelling van de gemeenteraad sinds 1994:
| Gemeenteraadszetels                   | Gemeenteraadszetels | Gemeenteraadszetels | Gemeenteraadszetels | Gemeenteraadszetels | Gemeenteraadszetels | Gemeenteraadszetels | Gemeenteraadszetels | Gemeenteraadszetels |
| Partij                                | 1994                | 1998                | 2002                | 2006                | 2010                | 2014                | 2018                | 2022                |
| ------------------------------------- | ------------------- | ------------------- | ------------------- | ------------------- | ------------------- | ------------------- | ------------------- | ------------------- |
| Lokaal Montfoort                      | -                   | -                   | -                   | -                   | -                   | -                   | 2                   | 4                   |
| VVD                                   | 3                   | 4                   | 2                   | -                   | 2                   | 2                   | 3                   | 2                   |
| Progressief Akkoord                   | 4                   | 4                   | 3                   | 4                   | 3                   | 2                   | 3                   | 2                   |
| CDA                                   | 5                   | 4                   | 3                   | 3                   | 3                   | 3                   | 2                   | 2                   |
| SGP                                   | 2                   | 1                   | 1                   | 1                   | 1                   | 1                   | 1                   | 2                   |
| Inwonersbelangen Montfoort Linschoten | -                   | -                   | 5                   | 3                   | 4                   | 5                   | 2                   | 1                   |
| ChristenUnie                          | -                   | 1*                  | 1                   | 2                   | 1                   | 1                   | 1                   | 1                   |
| D66                                   | -                   | 1                   | -                   | -                   | 1                   | 1                   | 1                   | 1                   |
| D66-VVD                               | -                   | -                   | -                   | 2                   | -                   | -                   | -                   | -                   |
| Overigen                              | 1                   | -                   | -                   | -                   | -                   | -                   | -                   | -                   |
| Totaal                                | 15                  | 15                  | 15                  | 15                  | 15                  | 15                  | 15                  | 15                  |

*: RPF

## Geboren in Montfoort
- Lambertus Hortensius (ca. 1500-1574), theoloog
- Anthonie Blocklandt van Montfoort (1533 of 1534-1583), renaissanceschilder
- IJsbrand van Diemerbroeck (1609-1674), arts en hoogleraar
- Matthieu Maty (1718–1776), arts, biograaf en bibliothecaris
- Hennie Schouten (1900-1970), organist, componist en muziektheoreticus
- Remco van der Ven (1975), wielrenner

## Trivia
- Het oudst bewaard gebleven schilderij van Nederland is een afbeelding van de Heren van Montfoort: Gedachtenistafel van de heren van Montfoort
- Het Altaarstuk van Montfoort is een bezienswaardigheid.
- Montfoort is ook afgebeeld als onderlegger voor de gravure "Dag en Nacht" van Maurits Cornelis Escher. Hiervoor is zeer waarschijnlijk gebruikgemaakt van een Luchtmachtfoto uit 1926.
- Montfoort wordt rond carnavalstijd omgedoopt tot Knopengein.